# Wilson Phillips (album)
Wilson Phillips – debiutancki album zespołu Wilson Phillips, nominowanym do Nagrody Grammy. Sprzedał się na świecie w 10 milionach egzemplarzy (w samych Stanach Zjednoczonych w liczbie 5 milionów sztuk, co dało pięciokrotną Platynę).
Z płyty ukazało się pięć singli: „Hold On”, „Release Me”, „Impulsive”, „You're In Love”, „The Dream Is Still Alive”.

## Lista piosenek
1. Hold On (Chynna Phillips, Glen Ballard, Carnie Wilson) – 4:27
2. Release Me (Wilson Phillips)  – 4:56
3. Impulsive (Stephen Kipner, Clif Magness) – 4:34
4. Next To You (Someday I'll Be) (Darryl Brown, David Batteau, Madeline Stone) – 4:57
5. You're In Love  (Wilson Phillips, Glen Ballard) – 4:51
6. Over And Over (Wilson Phillips, Glen Ballard) – 4:40
7. A Reason To Believe (Tim Hardin) – 4:04
8. Ooh You're Gold (Wilson Phillips, Glen Ballard) – 4:19
9. Eyes Like Twins (Rupert Hine, Jeanette Therese Obstoj) – 5:03
10. The Dream Is Still Alive (Glen Ballard, Wilson Phillips) – 4:05

## Osoby
- Keyboard: Glen Ballard, Randy Kerber, Clif Magness
- Organy: Bill Cuomo
- Gitary: Basil Fung, Michael Landau, Clif Magness, Steve Lukather, Joe Walsh
- Gitary basowe: Jimmy Johnson, Abraham Laboriel, Neil Steubenhaus
- Perkusja: Jonathan Moffett, Paulinho Da Costa
- Aranżacja wokali: Glen Ballard, Wilson Phillips

## Produkcja
- Producent wykonawczy: Charles Koppelman
- Producent: Glen Ballard
- Technicy: Glen Ballard, Tom Biener, Francis Buckley, Julie Last, Clif Magness, Gabriel Moffat, Rail Jon Ragout
- Drudzy i asystujący technicy: Dan Bosworth, Rick Butz, Daryll Dobson, Bill Malina
- Miksowanie dźwięku: Francis Buckley